# Théodore Steeg
Théodore Steeg (19. prosince 1868 Libourne – 19. prosince 1950 Paříž) byl francouzský politik, filozof a koloniální správce. Na přelomu let 1930–1931 byl 40 dní premiérem Francie. Jeho vláda byla svržena kvůli zemědělské politice.
Byl rovněž ministrem školství (1911–1912, 1913, 1917), ministrem vnitra (1912–1913, 1917, 1920–1921), ministrem spravedlnosti (1925, 1930), ministrem kolonií (1938) a ministrem bez portfeje (1938). Byl poslancem v letech 1906 až 1914 a senátorem v letech 1914 až 1944. V letech 1921–1925 byl generálním guvernérem Alžírska, v letech 1925–1928 generálním komisařem v marockém protektorátu, kde sehrál zásadní roli v ukončení rífské války. Byl představitelem Radikální strany. V roce 1944 byl zvolen jejím prvním poválečným předsedou, ale krátce poté, v roce 1945, ustoupil Édouardu Herriotovi. Pak definitivně odešel z politického života.
Narodil se v protestantské a měšťanské rodině. Vystudoval právo a literaturu na Pařížské univerzitě. Poté se věnoval výuce a stal se profesorem filozofie. Politicky se začal angažovat na konci 90. let 19. století, když v roce 1897 založil Lidovou unii (Union populaire). Později přešel k radikálům.